# Faraj ibn Salim

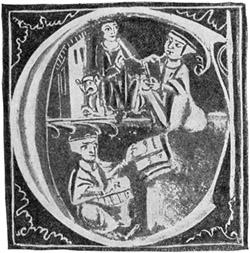
Prima miniatura su foto contenuta in una traduzione di Faraj BenSolomon, commissionata da Carlo I d'Angiò.

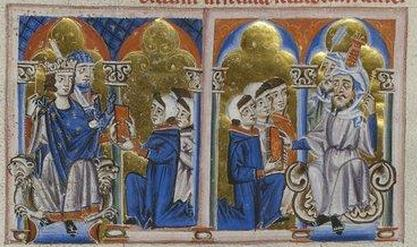
Faraj Ben Solomon in altre miniature riprodotte su foto, probabile opera di Frate Giovanni di Montecassino su commissione di Carlo I d'Angiò.

Faraj Ben Salim (in ebraico פרג' בן סלים‎?), anche conosciuto come Ferrauto di Girgenti, Moses Farachi di Dirgent, Ferrarius, o Franchinus o (Agrigento, 1230 – ...) fu un medico e traduttore ebreo nato in Sicilia all'incirca nella seconda metà del XIII secolo.

## Biografia
Venne assunto dal re Carlo I d'Angiò come traduttore di opere di medicina dall'arabo in latino. In questa veste ha reso un grande servizio alla medicina facendo una traduzione latina dell'"Enciclopedia medica" di al-Razi, al-Ḥāwī, pubblicata nel 1488, sotto il titolo Continens, con un glossario scritto dallo stesso traduttore.
Come segno della sua stima per il traduttore, Carlo I d'Angiò ordinò che sulla copia originale del manoscritto del "Continens", mentre il ritratto di Faraj dovrebbe essere stato miniato proprio da Frate Giovanni da Monte Cassino, il più grande miniatore del XIII secolo.

## Traduzioni

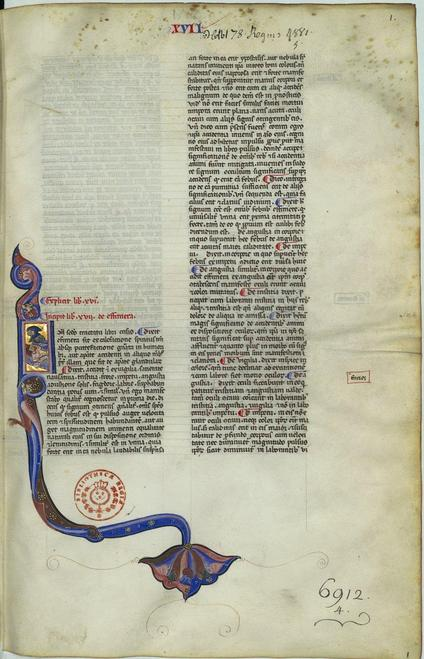
Il primo folio dell'opera tradotta da Faraj ben Sālim, Havi seu contenants (noto come Continens) di Zakariya Razi, oggi conservata alla Biblioteca nazionale di Francia a Parigi.

Alla traduzione nel 1279 dell'"Enciclopedia medica" di Avicenna (in arabo "al-Ḥāwi fī l-ṭibb"), in 25 volumi, che includono metodologie mediche di Grecia, Siria e Arabia.
- De Ex-positionibus Vocabulorum seu Synonimorum Simplicis Medicinae, che Steinschneider suppone formi una parte della Continens.
- Faraj b. Salomon ha anche tradotto il De medicinis Expertis, attribuito a Galeno e incluso nelle sue opere.[4]
- Altra opera fu il Tacuini Aegritudinum, (in arabo: Taqwīm al-abdān) di ʿAlī ibn Jazla, pubblicato poi a Strasburgo nel 1532.
- Tradotto in Sicilia da Faraj fu il Tacuinis sanitatis (Tabelle delle malattie, in arabo Taqwīm al-ṣiḥḥa) il cui autore è Ibn Buṭlān, opera illustrata con rappresentazioni di piante nel loro ambiente naturale, piante di interesse scientifico e non-scientifico all'interno di un calendario agricolo.[5]
- Steinschneider ritiene che a Faraj dovrebbe essere attribuita la traduzione latina del Trattato di Masawayh sulla Chirurgia[6], affermando che essa fu approntata da un certo Ferrarius di Girgenti.
- Perì agmon, trattato di Ippocrate, anche noto in arabo come Kitāb al-jabr (ovvero Sul taglio delle ossa).
- Edemus di Rodhes, Teofraste, I Presocratici e altri autori, descritti da Rushed nel 1997 nel commentario perduto attribuito ad Alessandro Magno, ritrovati come semplici citazioni.

## Bibliografia

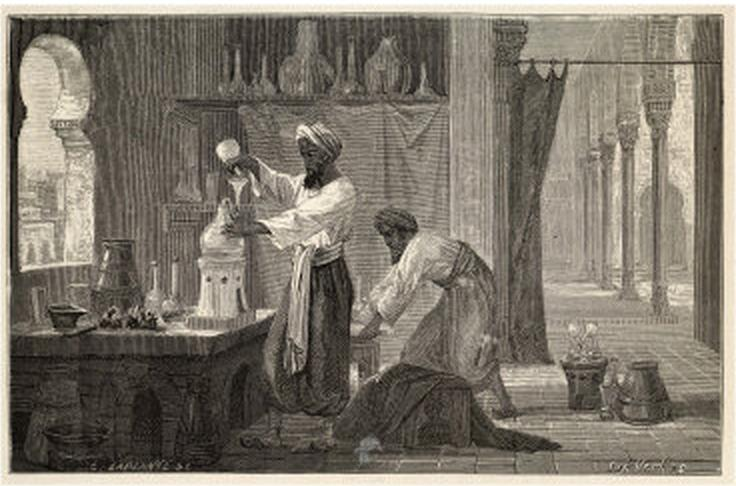
riproduzione a matita di un ritratto con Zakaria al Razi, autore arabo di Have seu contenants, opera enciclopedica medica